# Damned if you do
"Damned if you do" ("Buenas intenciones" en Argentina, "Si lo haces, malo, y si no, peor" en España y "Fe" en México) es el título original, en inglés, del quinto episodio de la primera temporada de la serie estadounidense House. Fue estrenado el 14 de diciembre de 2004 en Estados Unidos, y el 7 de febrero de 2006 en España.
Es Navidad y en consultas, House se encuentra con una monja que padece un supuesto ataque alérgico. Al tratarla con un antihistamínico padece un fallo respiratorio que concluye con un paro cardíaco. Se descubre parte personal de la vida del Dr. Chase —estuvo en un seminario y se retiró— después de eso siguió la carrera médica. Al indagar en el convento, la madre superiora relata la vida de drogas y sexo que vivía la monja antes de entrar al convento, lo cual da a House cierta curiosidad y hallará la verdadera causa de este caso.

## Sinopsis

### Caso principal
Es víspera de Navidad y House debe atender a una monja en las consultas ambulatorias que detesta. La hermana Agustine padece unas lesiones dérmicas en las manos, que otra monja, la hermana Pía, dice que parecen estigmas milagrosos. House las atribuye a una alergia al lavavajillas (dermatitis de contacto) y le suministra unas píldoras de difenidramina, un antihistamínico, que la monja toma con el té que había llevado. Inmediatamente después la monja sufre un ataque respiratorio, y al inyectarle epinefrina concluye con un paro cardíaco. La Dra. Cuddy, directora del hospital, considera que House debió haber cometido un error al suministrarle una dosis equivocada de epinefrina, pero ante la negativa de éste, le da 24 horas para descubrir si el ataque se debió a otra causa, antes de notificar formalmente al seguro que House cometió una mala praxis médica. El capítulo enfrenta a los personajes a la posibilidad de que House haya cometido una negligencia médica, y a las explicaciones religiosas de las monjas. La relación e incluso la competencia, entre House -que es ateo- y Dios, es uno de los temas recurrentes de la serie.
House sospecha que es alérgica a algo dentro de su cuerpo, posiblemente un implante quirúrgico y manda realizar un TAC completo en el que descubre que la monja tenía colocado un dispositivo intrauterino (DIU) de cobre, que se había colocado cuando era adolescente, y que era lo que le estaba causando la afección.

### Atención clínica de rutina
En la atención clínica de rutina, que House detesta porque lo aburre la ausencia de problemas médicos complejos, examina a una persona que trabaja de Papá Noel, afectada por una inflamación intestinal, para la que le receta un cigarrillo dos veces por día. La receta de House tiene bases científicas, ya que es conocido médicamente que los fumadores raramente sufren colitis ulcerosa. Con posterioridad al estreno del capítulo, en 2005, un estudio realizado por médicos de la Universidad de Pittsburg estableció que el monóxido de carbono ingerido al fumar, tiene efectos curativos para la colitis ulcerosa.

## Diagnóstico
Un DIU de cobre, puesto en su adolescencia, le provocaba la alergia.